# Alfred Mozer
Alfred Mozer (Kassel, 15 maart 1905 – Arnhem, 12 augustus 1979) was een verzetsstrijder en sociaaldemocraat.
Mozer was de zoon van een Hongaarse vader die leerlooier was en een Duitse moeder. Op zijn veertiende werd hij textielarbeider en op zijn negentiende journalist bij het Kassler Volksblatt. In 1920 verwierf hij de Duitse nationaliteit. Nadat Hitler aan de macht was gekomen, vluchtte hij in 1933 naar Nederland. Hij werd secretaris van de voorzitter van de SDAP, Koos Vorrink. Op 10 mei 1940, de datum van de Duitse inval in Nederland, dook hij onder. Vanaf oktober 1940 zat Mozer ondergedoken in Poortugaal waar hij commentaren schreef op de oorlogsgebeurtenissen. Ze werden gelezen door de intellectuelen van het dorp zoals medewerkers van de psychiatrische kliniek 'Maasoord'. In het begin verschenen de commentaren zonder titel, in het laatste oorlogsjaar kregen ze de naam De Kieuwelander mee. Toen na de spoorwegstaking van 1944 de elektriciteit was uitgevallen liet Alfred Mozer dagelijks bulletins verschijnen waarvoor hij in de nacht naar de radio luisterde. Met een verborgen radio ontving hij Radio Oranje.
In 1946 werd Alfred Mozer lid van de Partij van de Arbeid. Hij hield zich bezig met buitenlands beleid. De Nederlandse nationaliteit verkreeg hij in 1950 vanwege zijn verzetsactiviteiten. In 1958 werkte hij als kabinetschef voor Sicco Mansholt bij de Europese Commissie. Hij was een actief voorvechter van de Europese beweging. In 1970 werd Alfred Mozer benoemd tot Ridder in de Orde van de Nederlandse Leeuw en ontving hij het Grootkruis van Verdienste van de Bondsrepubliek Duitsland.
In 1990 werd de Alfred Mozer Stichting naar hem genoemd.

## Trivia
- Arriva rijdt in de Achterhoek met treinstel 10264, dat de naam 'Alfred Mozer' draagt.

## Biografie
- Paul Weller, Alfred Mozer: Duitser, Nederlander, Europeaan, Matrijs uitgeverij, 2019, ISBN 9789053455487

- CiNii: DA10294622
- Gemeinsame Normdatei: 118584626
- International Standard Name Identifier: 0000 0000 2032 2382
- Library of Congress Control Number: n81033084
- Nationale Bibliotheek van Israël: 987007366613005171
- Nederlandse Thesaurus van Auteursnamen: 068805667
- Système universitaire de documentation: 087542315
- Virtual International Authority File: 10638081
- WorldCat: E39PBJmP9GYV6PdMFq9JWfTvHC